# عصام براهمة
عصام عزيز موسى براهمة، أول قائد عسكري في سرايا القدس الجناح العسكري لحركة الجهاد الإسلامي في الضفة الغربية.

## النشأة
ولد عصام براهمة في قرية قرية عنزة قضاء مدينة جنين الفلسطينية بتاريخ 5/5/1963 ميلادي لأسرة تتكون من ستة أبناء وعصام هو الثاني بينهم، أكمل دراسته حتى المرحلة الإعدادية في قرية عنزة بامتياز، وبعدها انتقل إلى قرية سيلة الظهر ليكمل المرحلة الثانوية من تعليمه، وبدأ نشاطه السياسي في هذه الفترة، بحيث قام بتنظيم العديد من المظاهرات والاعتصامات التي تخدم القضية الفلسطينية.
انخرط براهمة في صفوف حركة فتح وقام بالتدرب على إطلاق النار واستخدام الأسلحة الرشاشة، إلى ان أصبح ماهراً في القنص واصطياد الأهداف.
بعدها بدأ براهمة في تجنيد العديد من المواطنين الفلسطينيين، وتعليمهم كيفية استخدام السلاح، وكيفية الدفاع عن وطنهم بأغلى ما يملكون، إلى أن استطاع تكوين أول خلية عسكرية من خلايا المقاومة الفلسطينية في قرية عنزة عام 1984 ميلادي.
التحق براهمة في كلية المجتمع العصرية في مدينة رام الله ليدرس هندسة الديكور، في هذه الفترة كان قد شكّل خلية عسكرية قويّة وقام من خلالها بتوجيه العديد من الضربات لجيش الاحتلال الإسرائيلي.
تعرض براهمة للاعتقال عام 1986 ميلادي من قبل جيش الاحتلال الإسرائيلي، وحكم عليه بالسجن الفعلي مدة 4 سنوات.
خلال فترة الأسر هذه، التقى براهمة بالعديد من عناصر حركة الجهاد الإسلامي، وأعجب بفكرهم، وأعلن انخراطه في صفوف الجهاد الإسلامي في فترة أسره.
في تاريخ 15/9/1990 ميلادي خرج براهمة من الأسر، وعاد إلى خليته العسكرية، وأطلق عليها اسم (مجموعة عشاق الشهادة)، والتي كان لها دور بارز في المواجهة مع الاحتلال الإسرائيلي وكان جل عملها إطلاق النار على الدوريات الإسرائيلية، وزرع العبوات المتفجرة، والعديد من أشكال المقاومة المتاحة.
كان براهمة يعمل سياسياً وعسكريا على أرض الميدان، ولكنه كان لا يظهر العمل العسكري، ويبقى متخفياً في عملياته، ورغم العمل السياسي والعسكري، الا انه كان له دور في العمل الاجتماعي مع عائلته، فكان يرعى الغنم مع أهله، ويساعدهم في الزراعة وقطف الزيتون.
وإكمالاً للدور الاجتماعي قام براهمة بخطبة فتاة بتاريخ 5/5/1991 ميلادي، وكان هذا اليوم يصادف يوم ميلاده.
بعدها التحق في جامعة القدس المفتوحة ليدرس إدارة الأعمال.

## حياة المطاردة
نجح جيش الاحتلال الإسرائيلي في اعتقال العديد من عناصر خلية (مجموعة عشاق الشهادة)، وتعرض عناصر المجموعة إلى التعذيب الشديد، ونجحت المخابرات الإسرائيلية بنزع اعترافات من عناصر الخلية تفيد بأن عصام براهمة هو العضو الأهم والعضو المؤسس في الخلية.
بدأت المخابرات الإسرائيلية رحلة مراقبة براهمة عبر عملائها، وقام جيش الاحتلال الإسرائيلي باقتحام منزله، ولكنهم فشلوا في العثور عليه، واخبروا اهله انه مطلوب لديهم، وانهم عليهم تسليمه وإلا سوف يقومون بقتله.
فضّل براهمة أن يعيش حياة المطاردة بدلا من تسليم نفسه لجيش الاحتلال، عاش في الكهوف والجبال متخفيّا عن انظار الناس، ورغم صعوبة حياة المطاردة، إلا انه أحبها وألفها.
في هذه الفترة أشتد عود براهمة، وشارك في جميع العمليات العسكرية التي كانت تنطلق من مدينة جنين، وشارك في العديد من الاشتباكات العسكرية مع جيش الاحتلال الإسرائيلي برفقة العديد من مجاهدين حركة الجهاد الإسلامي وباقي فصائل المقاومة.
أدرك جيش الاحتلال الإسرائيلي خطورة بقاء مثل هذا البطل طليقا يزرع الموت في كل مكان ويصطاد منهم العديد ويدب الرعب في قلوبهم، مما جعلهم يكثفون من عمليات ملاحقتهم لبراهمة ورفاقه.

## أطول ليلة في قرية عنزة، اغتيال براهمة
يوم الخميس الموافق 10/12/1992 ميلادي، كان أطول يوم في تاريخ قرية عنزة، وهو اليوم الذي تم فيه اغتيال عصام براهمة بعد اشتباك طويل في منزل تحصن به، وواجه فيه لوحدة جيش كامل قيل انه الجيش الذي لا يقهر، نتج عن هذه العملية مقتل الجندي الإسرائيلي (شاشون مردوخ) وإصابة 4 آخرين بإصابات خطيرة جدا.

## تفاصيل عملية اغتيال عصام براهمة
في تاريخ 10/12/1992 ميلادي كان براهمة يتجول في شوارع قرية عنزة بصورة مكشوفة، وقام بزيارة أهله وأصدقائه، وبعد آذان العصر توجه إلى بيت أحد اصدقائه لتناول وجبة الغداء، وبعدها قدم رجل وهمس في أذن عصام كلمات، مما جعله يتوجه إلى أحد البيوت المشكوفة في اطراف القرية للقاء أحد المسلحين في هذا البيت.
بعدها تلقت وحدة (ي م م) [وهي أحد وحدات الجيش الإسرائيلي والتي كانت وقتها بقيادة المقدم «دايفيد تسور»] أمر من الشاباك الإسرائيلي بمحاصرة المنزل الذي يتواجد فيه براهمة.
طُلِبَ من أحد العملاء العرب مرافقة الوحدة إلى ذلك المنزل، وأمروه بالدخول إلى المنزل الذي يختبئ فيه براهمة، وكانت فتاة في في البيت سمعت صوت مريب من داخل الحمام بعد أن طلب العميل الذهاب إلى الحمام للوضوء انتبه براهمة إلى العميل الذي كان في داخل الحمام فمسكه الشهيد عصام وقال له لولا انني مقسم على ان الا اقتل فلسطينيا لقتلتك وتركه يذهب فقام جيش الاحتلال الإسرائيلي بمحاولة اقتحام المنزل بعد أن اخلى السكان الا ان الشهيد البطل رفض الاستسلام واشتبك براهمة مع القوة التي حاولت الاقتحام، ونجح في إصابة جندي يدعى (روفين ايزائيلي) في عينه، بعدها نجح الضابط (شاشون مردوخ) المختص في مجال المتفجرات في الوحدة بسحب (روفين ايزائيلي) وإخراجه إلى خارج الفناء، وتم انقاض العميل أيضا، وبعدها إنسحبت الوحدة من المنزل، صارع (روفين ايزائيلي) الموت لمدة 62 يوما في المستشفى وخرج مشلولا في الجزء الأيمن من جسمه.
بعد فشل الاحتلال في اقتحام البيت، أمر قائد الشاباك وقائد الوحدة المقدم (تسور) بإطلاق النيران الكثيفة بإتجاه البيت المحاصر، وفعلاً تم إطلاق 15 قذيفة مضادة للدبابات على البيت حيث اشتعلت فيه النيران ولمدة ساعتين!.
بعدها أمر قادة الجيش الإسرائيلي إطفاء البيت بالإطفائية، وبعد إخماد النار المشتعلة في البيت، اقتحمت القوة الإسرائيلية البيت لانتشال جثة براهمة، ولكن المفاجئة أن براهمة لم يمت بعد، وقام بصب نيرانه من «مطبخ البيت» على الجنود مما أدى إلى إصابة الضابط (شاشون مردوخ) وجندي آخر.
بقي خبير المتفجرات الضابط (مردوخ) داخل البيت جريحا، ولكن براهمة لم ينتبه على أن لديه جريحا، وظل يطلق النيران بين الحين والأخر باتجاه الجنود، المنطقة كانت مظلمة ولم يتمكن الجنود من معرفة مكان براهمة.
بينما ظل (مردوخ) جريحا ولم تستطع الوحدة الخاصة ذات المميزات، بمكافحة الإرهاب «ي م م» من إنقاذه كما إنها لم تحاول، ولقد ساد جو مأساوي، يقول أحد الضباط: لمدة 45 دقيقة كانوا يتحدثون مع الضابط الجريح داخل المنزل بواسطة جهاز اللاسلكي وطوال الفترة كان يطالب بإنقاذه، ولم يفقد وعيه، وكل المحاولات فيما بعد لإنقاذه ذهبت أدراج الرياح، لقد كان الوضع شديد الخطورة، وكلما حاولوا الاقتراب من الباب الجانبي كانوا يواجهون بزخة من الرصاص. 
يقول طبيب وحدة الجيش (فايتسمن): فيما بعد أعطيت الأوامر لمجموعة للاشتباك مع براهمة من جهة البوابة الرئيسية، وذلك لإشغال براهمة عمّا يدور في الباب الجانبي وليتمكنوا من إنقاذ الجريح، ومن أجل الخروج من هذا الوضع المأساوي الخطير أمر قائد وحدة «ي م م» بإدخال الكلب إلى المنزل وإشغال براهمة وتحديد مكان وجوده، المسؤول عن الكلب عارض الفكرة قائلا: (أن الكلب ممكن أن يختلط عليه الأمر وبدلا من مهاجمة براهمة يقوم بمهاجمة الضابط (مردوخ))، ولكن المقدم (تسور) تجاهل أمر مسؤول الكلب وأمر بإدخال الكلب إلى المنزل حيث صدقت توقعات مسؤول الكلب، الكلب يهاجم الضابط «مردوخ»، ومردوخ يصرخ عبر اللاسلكي بأن الكلب ينهشه، عندها التفت براهمة إلى وجود الجريح الضابط واقترب منه وكانت آخر كلمات الضابط الجريح مردوخ: (انه يقتلني).
بدأ الغضب يسود قادة الجيش الإسرائيلي، عندها قاد (موشيه يعلون) وحدة «ي م م» وهاجموا المنزل حيث أصيب أيضا أحد الجنود جراء إطلاق النار من قبل عصام براهمة، الوحدة المهاجمة أخرجت جثة ضابطها القتيل وخرجت بعد أن قتلت براهمة وفي هذه المرة أمرت الجرافات بهدم المنزل كليا فوق جثة الشاب عصام براهمة واستمر الأمر حتى ساعات الصباح الأولى. قاتل الشهيد عصام براهمة مؤسس مجموعات عشاق الشهادة في الجهاد الإسلامي القوات الخاصة الصهيونية لتسع ساعات متواصلة بسلاح كارلو بسيط ومسدس وأوقع فيهم قتلى وجرحى
كما أن العميل الذي أبلغ عنه كان داخل المنزل حيث حضر من إحدى قرى طولكرم بصفته مبعوث من إحدى الفصائل الفلسطينية للتنسيق مع الشهيد براهمة وقد طلب سكان المنزل من عصام قتله بعد اكتشف أمره ومحاصرة الاحتلال له لكن الشهيد رفض ان يلوث سلاحه بدم عربي وان كان خائنا وفضل الاشتباك مع الجيش بعد أن أخرج أهل المنزل والعميل حتى يضمن سلامتهم

## انهيار وانحلال في صفوف الجيش الإسرائيلي
- أحد ضباط الجيش الإسرائيلي يتحدث عن الأجواء داخل وحدة «ي م م» بعد العملية فيقول (كثير من أفرادها انفصلوا عنها وتوجهوا للعمل داخل وحدات «المستعربين» بعضهم توجه إلى قائد الوحدة المقدم تسور وطلبوا منه أن يخجل على نفسه ويغلق هذه البسطة).[5]
- طبيب الوحدة الدكتور «فايتسمن»، يقول: (لقد كان الأمر مريعا لم يستطيعوا اقتحام المنزل لقد خافوا الدخول، أن هذا الأمر يعتبر من أكبر الفضائح التي حصلت في صفوف الوحدات القتالية في الجيش الإسرائيلي)، ويضيف:( أن ما حصل في قرية عنزة كان أحد الأسباب الرئيسية لتركي الوحدة وكذلك ترك العديد من أفراد الوحدة بعد الفشل الذي حصل والذي ترك لدى الجميع حالة من اليأس) [5]